# Тетранитроплатинат(II) калия
Тетранитроплатинат(II) калия — неорганическое соединение, комплексное соединение металла платины с формулой K2[Pt(NO2)4], белые кристаллы, выделен только в виде кристаллогидрата, умеренно растворяется в воде.

## Получение
- Реакция гексахлороплатината(IV) калия с нитритом калия:

{\displaystyle {\mathsf {K_{2}[PtCl_{6}]+5KNO_{2}+H_{2}O\ {\xrightarrow {}}\ K_{2}[Pt(NO_{2})_{4}]\downarrow +KNO_{3}+4KCl+2HCl}}}

## Физические свойства
Тетранитроплатинат(II) калия образует белые кристаллы, которые являются кристаллогидратом состава K2[Pt(NO2)4]•2H2O
и принадлежат к
моноклинной сингонии, пространственная группа P 21/c, параметры ячейки a = 0,924 нм, b = 1,287 нм, c = 0,774 нм, β = 96,25°, Z = 4.
В безводном состоянии не выделен.
Умеренно растворяется в воде.

## Химические свойства
- Разлагается при нагревании:

{\displaystyle {\mathsf {K_{2}[Pt(NO_{2})_{4}]\cdot 2H_{2}O\ {\xrightarrow {150^{o}C}}\ Pt+2KNO_{2}+2NO_{2}+4H_{2}O}}}
- Реагирует с разбавленной серной кислотой:

{\displaystyle {\mathsf {2K_{2}[Pt(NO_{2})_{4}]+4H_{2}SO_{4}\ {\xrightarrow {10^{o}C}}\ K_{2}[Pt_{2}(H_{2}O)_{2}(SO_{4})_{4}]+2NO\uparrow +2KNO_{2}+4HNO_{2}}}}
- Реагирует с щелочами в инертной атмосфере:

{\displaystyle {\mathsf {K_{2}[Pt(NO_{2})_{4}]+2KOH\ {\xrightarrow {CO_{2}}}\ Pt(OH)_{2}\downarrow +4KNO_{2}}}}
- Реагирует с разбавленным раствором аммиака:

{\displaystyle {\mathsf {K_{2}[Pt(NO_{2})_{4}]+2(NH_{3}\cdot H_{2}O)\ {\xrightarrow {}}\ [Pt(NH_{3})_{2}(NO_{2})_{2}]\downarrow +\ 2KNO_{2}+2H_{2}O}}}
- Окисляется перекисью водорода в концентрированном растворе аммиака:

{\displaystyle {\mathsf {K_{2}[Pt(NO_{2})_{4}]+H_{2}O_{2}+2(NH_{3}\cdot H_{2}O)\ {\xrightarrow {}}\ [Pt(NH_{3})_{2}(NO_{2})_{4}]\downarrow +2KOH+2H_{2}O}}}